# Lecomte
? Lecomte, francoski lokostrelec, * ?, †  ?.
Galinard (njegovo rojstno ime je neznano) je sodeloval na lokostrelskem delu poletnih olimpijskih igrah leta 1900. Sodeloval je v disciplini Au Cordon Doré na 50 m, kjer je s 25 točkami osvojil osmo mesto.